# Schuttburg Château
Schuttburg Château är ett slott i Luxemburg.   Det ligger i distriktet Diekirch, i den norra delen av landet, 40 kilometer norr om huvudstaden Luxemburg. Schuttburg Château ligger 327 meter över havet.
Terrängen runt Schuttburg Château är huvudsakligen lite kuperad. Schuttburg Château ligger nere i en dal.  Närmaste större samhälle är Wiltz, 6,9 kilometer väster om Schuttburg Château.
I omgivningarna runt Schuttburg Château växer i huvudsak blandskog. Runt Schuttburg Château är det ganska glesbefolkat, med 35 invånare per kvadratkilometer.